# Luc Castaignos
Luc Castaignos (Schiedam, Hollandia, 1992. szeptember 27.) holland labdarúgó a Primeira Ligában szereplő Sporting CP csatára, kölcsönben a Vitesse-ben szerepel.

## Pályafutása

### Utánpótlás évek
Castaignos a hollandiai Schiedamban született francia apa és zöld-foki szigeteki anya gyermekeként. Pályafutását a helyi Excelsior '20 nevű klubban kezdte, majd eltöltött egy rövid időt a Spartaan '20 játékosaként. Ezt követően lecsapott rá a Feyenoord, melynek utánpótlás csapataiban játszott 2007 és 2009 között.

### Feyenoord
A 2009-ben rendezett U17-es Európa-bajnokságon mutatott remek játékával olyan csapatok figyelmét keltette fel, mint a Real Madrid vagy a Manchester United. A nagy érdeklődés ellenére végül úgy döntött, marad a Feyenoordban, ahol még azon év szeptemberében be is mutatkozott a Harkemase Boys ellen 5-0-ra megnyert kupameccsen. Két szezon alatt, összesen 30 mérkőzésen pályáralépve, 15 gólt szerzett a Feyenoord színeiben, melynek távozása előtt meghatározó játékosává vált.

### Internazionale
2011. március 4-én a Feyenoord és az Inter nyilvánosságra hozta, hogy megállapodtak a fiatal csatár átigazolásáról, akit potomnak nevezhető 3 millió euróért szereztek meg az olaszok az anyagi gondokkal küszködő rotterdamiaktól, mely további 1 millióval nőhet a játékos szereplésének függvényében. Az Inter első hivatalos meccsén bemutatkozott a 2011-2012-es szezonban, mely a Milan elleni szuperkupa találkozó volt. Ezt további két bajnoki mérkőzés követte, melyeken szintén csereként jutott szóhoz. Az első bajnoki gólját az Inter színeiben a Siena ellen szerezte 2011. november 27-én, ezzel a góllal nyerte meg a mérkőzést az Inter.